# بئر أبو الحمام
بير أبو الحمام (بئر أبو الحمام)
هي قرية عربية تقع جنوب فلسطين (داخل الخط الأخضر) تحت احتلال إسرائيل القرية غير معترف بها من قبل الاحتلال الإسرائيلي ولا تحتوي على أي مؤسسات ولا خدمات ولا بنية تحتية.
تبعد القرية عن مدينة بئر السبع حوالي 15 كيلو متر ويحيط بالقرية المزيد من القرى الغير معترف بها ومجمع نباتيم(كيبوتس نباتيم). سكان القرية عددهم قليل نسبيا لا يتعدى ال1500 نسمة كلهم عرب من أصول بدوية, سميت القرية بهذا الاسم نسبتا إلى بئر أبو الحمام الموجود بالقرية.